# Første Styrmand
Første Styrmand er en amerikansk stumfilm fra 1917 af Henry King.

## Medvirkende
- Mary Miles Minter som Sally Ann
- Allan Forrest som Hugh Schuyler
- George Periolat som Ward
- Jack Connolly som Gordon
- Adele Farrington som Mrs. Schuyler